# Österreichische Botschaft in Ankara

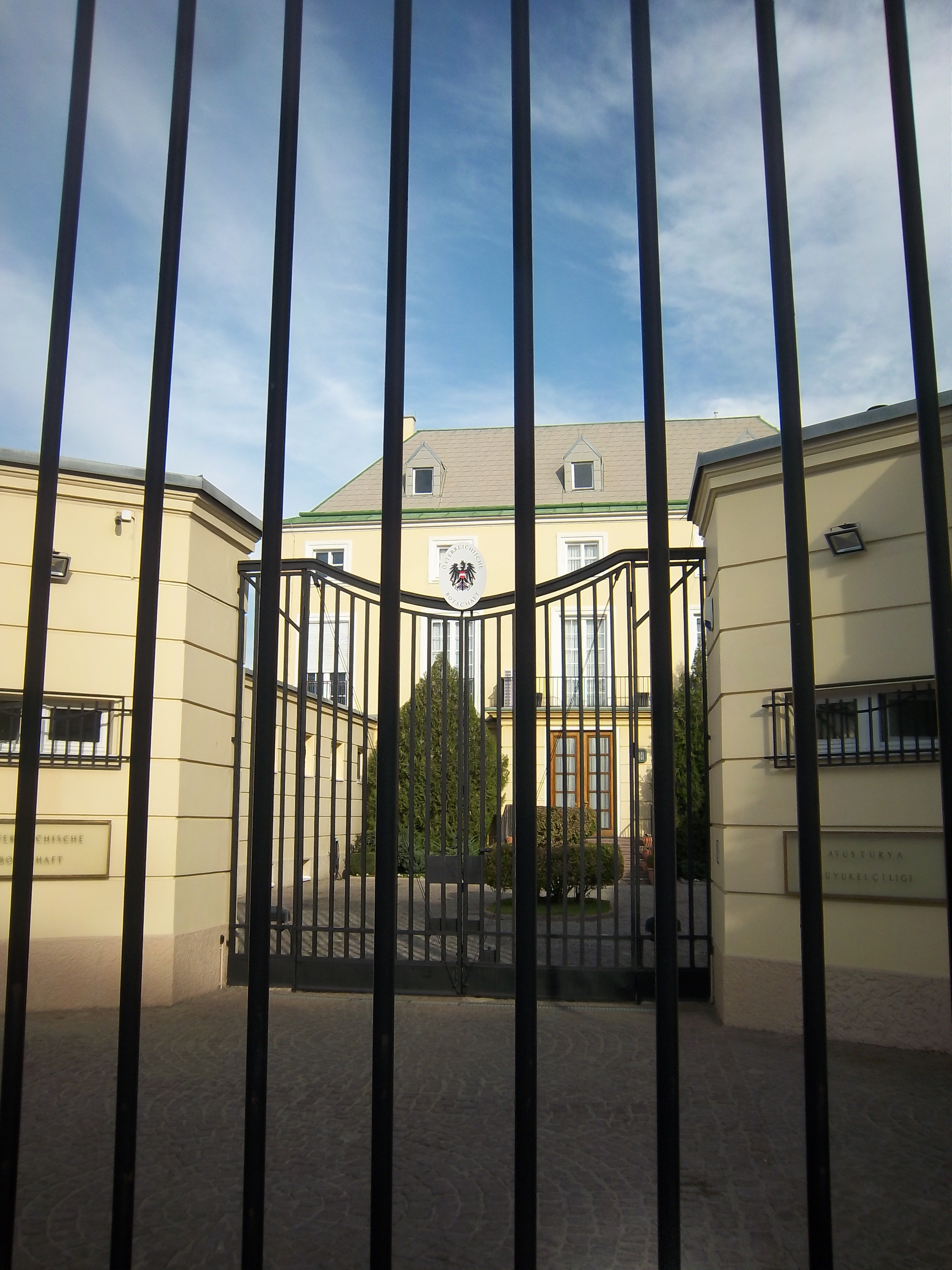
Österreichische Botschaft in Ankara (2015)

Die Österreichische Botschaft in Ankara ist der Hauptsitz der diplomatischen Vertretung Österreichs in der Türkei. Sie befindet sich in der Atatürk Bulvari 189, 06680 Ankara.

## Geschichte
Als erster österreichischer Gesandter im Osmanischen Reich gilt Frederico di Strassoldo 1510 bis 1511. Von 1547 an entsandten die Habsburger Kaiser – mit Unterbrechungen – Botschafter nach Konstantinopel. Die Liste der Gesandten und Botschafter im Osmanischen Reich  reicht bis 1918. Am 28. Jänner 1924 schlossen die Republik Österreich und die Türkische Republik einen Freundschaftsvertrag (BGBl. Nr. 391/1924), mit dem bestätigt wurde, dass sich die beiden Länder einig waren, „die diplomatischen Beziehungen gemäß den Grundsätzen des Völkerrechts herzustellen“.  Die österreichische Botschaft befand sich zuerst in Istanbul, ab 1929 in Ankara. Das 1935 bis 1936 fertiggestellte Gebäude der Österreichischen Botschaft wurde durch Clemens Holzmeister erstellt.
Auf Grundlage eines zwischen Österreich und der Türkei unterzeichneten bilateralen Abkommens warben österreichische Unternehmen seit 1964 Arbeitskräfte in der Türkei an. Insgesamt etwa 270.000 Menschen in Österreich stammen aus der Türkei, sind also entweder türkische Staatsangehörige oder haben ihre Wurzeln dort. 
Siehe auch: Liste der österreichischen Botschafter in der Türkei und Österreichisch-türkische Beziehungen

## Funktion
Die Botschaft dient der Pflege der Beziehungen zwischen Österreich und der Türkei. Außenwirtschaftszentren befinden sich in Ankara und Istanbul. Im Bereich der Kultur sind folgende Einrichtungen der Botschaft zugeordnet: 
- Österreichisches Kulturforum Istanbul
- Österreich-Bibliothek Istanbul
- St. Georgs-Kolleg
- Archäologische Ausgrabungen in Ephesos

Der Konsularbezirk der Botschaft umfasst die ganze Türkei außer den Provinzen Istanbul, Bursa, Edirne, Kirklareli, Tekirdag, Kocaeli, Balikesir, Canakkale, Sakarya, Bilecik, Bolu und Zonguldag, für die das Österreichische Generalkonsulat in Istanbul zuständig ist.
Österreichische Honorarkonsulate befinden sich zudem in Antakya, Antalya, Bodrum, Bursa, Edirne, Gaziantep, Izmir, Kayseri, Mersin und Samsun.